# Bernardino Maffei
Bernardino Maffei (Roma, 27 de janeiro de 1514 - Roma, 16 de julho de 1553) foi um cardeal do século XVII.

## Biografia
Nasceu em Roma em 27 de janeiro de 1514. De uma ilustre família originária de Bolonha, que se refugiou em Verona em 1274, por causa da luta entre Guelfos e Gibelins. Segundo dos oito filhos (primeiro filho) de Girolamo Maffei e Antonia Mattei. Irmão do Cardeal Marco Antonio Maffei (1570). Tio dos Cardeais Orazio Maffei (1606) e Marcello Lante (1606). Tio-avô do cardeal Gregorio Naro (1629).
Estudou na Universidade de Pádua (jurisprudência).
Clérigo romano. Secretário do Cardeal Alessandro Farnese, iuniore. Cânon do capítulo da basílica patriarcal do Vaticano.
Eleito bispo de Massa maritima, 22 de abril de 1547. Consagrado na segunda-feira de Pentecostes, 30 de maio de 1547, na Capela Sistina, Vaticano, por Giovanni Giacomo Barba, bispo de Teramo (co-consagradores desconhecidos). Na mesma cerimônia foram consagrados Nicolas Vernely, bispo de Bagnoregio, e Michele della Torre, bispo de Ceneda, futuro cardeal.
Criado cardeal sacerdote no consistório de 8 de abril de 1549; recebeu o chapéu vermelho e o título de S. Ciriaco alle Terme, em 10 de maio de 1549. Transferido para a sé de Caserta, em 7 de junho de 1549; ocupou o cargo até 9 de novembro de 1549. Promovido à sé metropolitana de Chieti, em 9 de novembro de 1549; renunciou ao governo da diocese de Caserta, em 14 de julho de 1553. Participou do conclave de 1549-1550, que elegeu o Papa Júlio III. Foi amigo íntimo de Ignácio de Loyola, fundador da Companhia de Jesus e futuro santo. O Papa Júlio III o estimava muito. Escreveu um comentário às Cartas de Cícero , considerada uma das melhores; outra de suas obras foi De inscriptionibus et imaginibus veterum numismatum. Ele foi poeta, orador, historiador e antiquário.
Morreu em Roma em 16 de julho de 1553. Sepultado na Capela Maffei da igreja de S. Maria sopra Minerva, Roma